# Natacha Gachnang

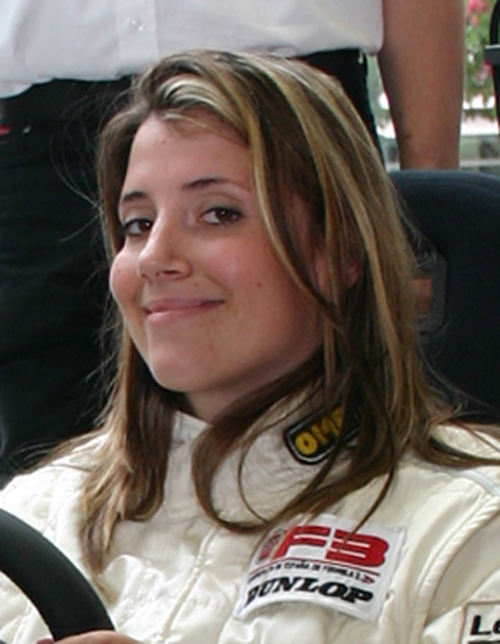
Natacha Gachnang

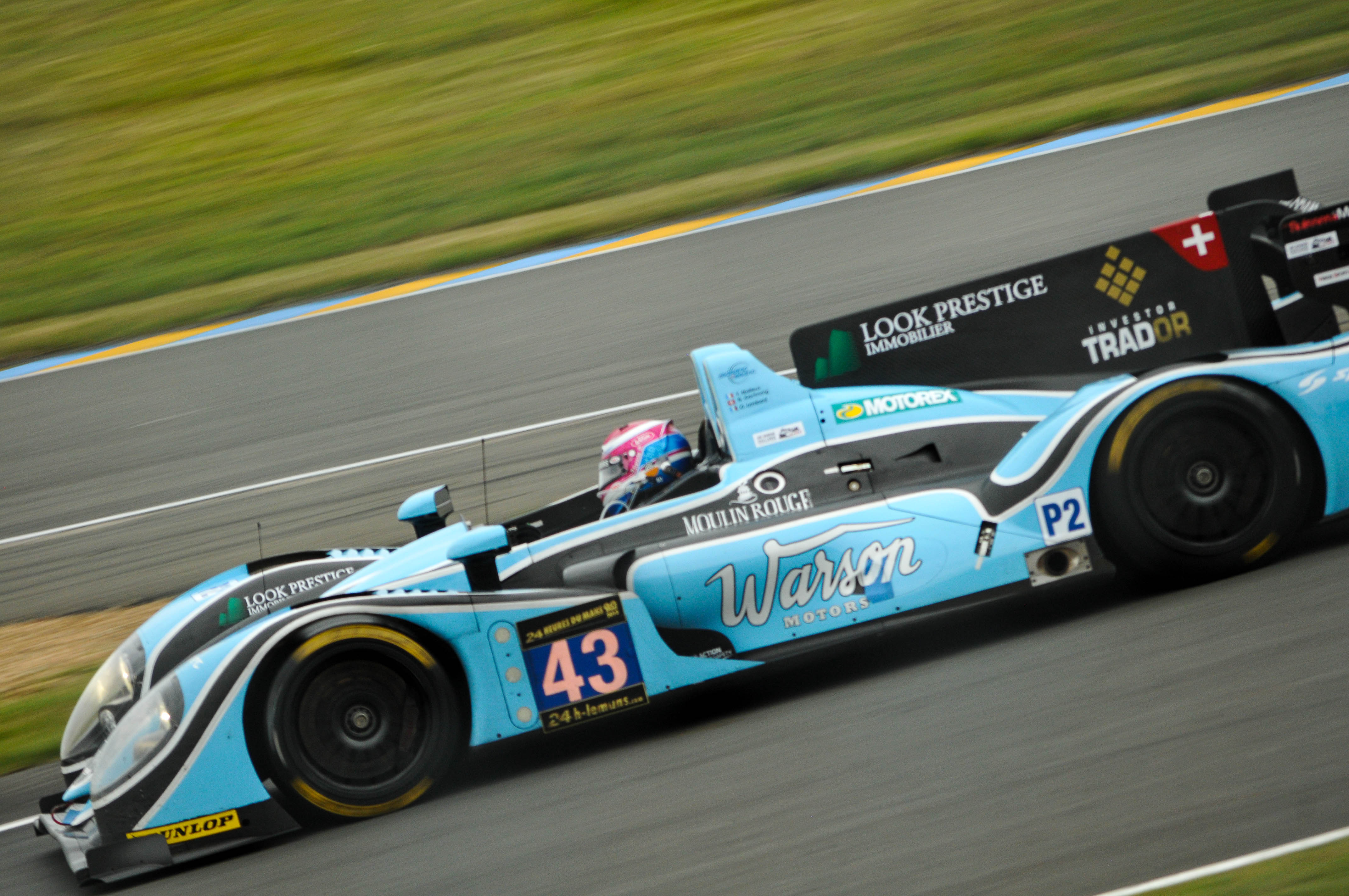
Natacha Gachnang im Morgan LMP2 beim 24-Stunden-Rennen von Le Mans 2013

Natacha Gachnang (* 27. Oktober 1987 in Vevey) ist eine ehemalige Schweizer Automobilrennfahrerin. Sie ist eine Cousine des Rennfahrers Sébastien Buemi. Ihr Großvater Georges Gachnang war ebenfalls Rennfahrer und konstruierte in den 1960er Jahren Renn- und Sportwagen der Marke Cegga. 

## Karriere
Mit fünf Jahren wurde Natacha Gachnang und ihr Cousin Sébastien Buemi durch ihren Vater im Kartsport trainiert. Von 1996 bis 2002 fuhr sie Kartrennen und erzielte mit dem Junior-Meistertitel in der Schweizer Kartmeisterschaft ihren größten Erfolg im Kartsport. Sie wurde von Willi Weber, dem Manager von Michael Schumacher, unter Vertrag genommen.
Sie wechselte 2003 in den Formelsport und startete bis 2005 mit verschiedenen Teams in der deutschen Formel BMW. In ihrer letzten Saison fuhr sie zusammen mit Nico Hülkenberg und Nick de Bruijn im Team Josef Kaufmann Racing. Dort erreichte sie mit dem sechsten Gesamtplatz ihr bestes Resultat in dieser Rennserie.
2006 ging sie mit dem Team Bordoli Motorsport in mehreren Formel-3-Rennserien an den Start. Im Deutschen Formel-3-Cup wurde sie mit einem Podiumsplatz in 14 Rennen 13. in der Gesamtwertung. In der österreichischen Formel 3 gewann sie ein Rennen und konnte sich so den vierten Gesamtplatz sichern. Parallel startete sie auch mit Bordoli Motorsport und Jo Zeller Racing in der Formel-3-Euroserie und beendete die Saison punktelos auf den 24. Platz.
Im folgenden Jahr 2007 trat sie mit dem Team AIM Autosport in der nordamerikanischen Star Mazda Series an und wurde zum Saisonende 15. in der Gesamtwertung. Im Spätsommer 2007 wurde sie Rookie-Pilotin im A1GP-Team der Schweiz. Zu Renneinsätzen kam sie jedoch nicht.
2008 wechselte sie in die spanische Formel-3-Meisterschaft und trat für das spanische Team Campos Racing an. Mit mehreren Podiumsplätzen wurde sie Dritte im Gesamtklassement. Da sie mit einem älteren Dallara F306 in der Meisterschaft startete, wurde sie parallel in der Copa de España gewertet und gewann diese mit fünf Siegen.
In der Saison 2009 stieg Gachnang in der neu ausgeschriebenen FIA-Formel-2-Meisterschaft ein. Sie erzielte nur in einem Rennen zwei Punkte und wurde in der Gesamtwertung 23. Neben Formel-Rennen fuhr sie mit dem Team Hope Pole Vision Racing auch in zwei Sportwagenprototypen-Meisterschaften. Mit einem Oreca FLM09 startete sie in der Formula Le Mans. Dort belegte sie nach sieben Läufen den zehnten Platz in der Gesamtwertung. Parallel trat sie mit einem Radical SR5 in der Radical European Masters Series an und belegte am Ende den fünften Platz.
2010 startete sie mit einem Ford GT1 des Teams Matech Competition in der FIA-GT1-Weltmeisterschaft. Beim Qualifying zum ersten Rennen der Saison auf dem Yas Marina Circuit hatte sie einen schweren Unfall und erlitt dabei einen doppelten Bruch des rechten Beins. Dadurch musste sie mehrere Monate pausieren und konnte erst wieder zum 24-Stunden-Rennen von Le Mans zusammen mit Cyndie Allemann und Rahel Frey für das Team antreten. Das Rennen konnten sie wegen technischer Probleme nicht beenden. In der GT1-Weltmeisterschaft fuhr sie nur noch ein Rennen und schloss die Saison ohne Punkte ab.
In derselben Saison trat sie mit dem Team Charouz-Gravity Racing in der Auto GP an und konnte wegen ihrer Verletzung nur an sechs von 12 Läufen teilnehmen. Die Auto-GP-Saison 2010 schloss sie mit dem 21. Rang ab.
2012 fuhr sie einen Toyota GT86 für das Toyota Swiss Racing Team in der VLN Langstreckenmeisterschaft Nürburgring und beim 24-Stunden-Rennen auf dem Nürburgring. Das Langstreckenrennen beendete sie mit einem Klassensieg in der V3-Wertung.
Ein Jahr später startete sie mit einem Morgan LMP2 in der European Le Mans Series (ELMS) und beim 24-Stunden-Rennen von Le Mans 2013. Beim 24-Stunden-Rennen wurde sie zusammen mit Franck Mailleux und Olivier Lombard Elfte im Gesamtklassement und Fünfte in der LMP2-Wertung. Die ELMS-Saison beendete sie mit dem siebten Platz in der LMP2-Klasse.
In den Jahren 2011 und 2015 fuhr sie mit einem Norma M20 F vereinzelte Rennen in der V de V Langstreckenmeisterschaft. 2015 erzielte sie mit dem elften Rang in der Gesamtwertung ihr bestes Ergebnis in der Rennserie.
Danach ging sie nicht mehr an professionellen Rennen an den Start.

## Statistik

### Einzelergebnisse in der Formel 2
| Jahr | 1   | 2   | 3   | 4   | 5   | 6   | 7   | 8   | 9   | 10  | 11  | 12  | 13  | 14  | 15  | 16  | Punkte | Rang |
| ---- | --- | --- | --- | --- | --- | --- | --- | --- | --- | --- | --- | --- | --- | --- | --- | --- | ------ | ---- |
| 2009 | VAL | VAL | BRN | BRN | SPA | SPA | BRH | BRH | DON | DON | OSC | OSC | IMO | IMO | CAT | CAT | 2      | 24.  |
| 2009 | 11  | DNF | 14  | DNF | 11  | 13  | 14  | 15  | 13  | DNF | 11  | 12  | 15  | DNF | 7   | 13  | 2      | 24.  |

### Le-Mans-Ergebnisse
| Jahr | Team                 | Fahrzeug    | Teamkollege     | Teamkollege     | Platzierung | Ausfallsgrund |
| ---- | -------------------- | ----------- | --------------- | --------------- | ----------- | ------------- |
| 2010 | Machtech Competition | Ford GT1    | Cyndie Allemann | Rahel Frey      | Ausfall     | Wagenbrand    |
| 2013 | Morand Racing        | Morgan LMP2 | Franck Mailleux | Olivier Lombard | Rang 11     |               |

### Einzelergebnisse in der FIA-Langstrecken-Weltmeisterschaft
| Saison | Team          | Rennwagen   | 1   | 2   | 3   | 4   | 5   | 6   | 7   | 8   |
| ------ | ------------- | ----------- | --- | --- | --- | --- | --- | --- | --- | --- |
| 2013   | Morand Racing | Morgan LMP2 | SIL | SPA | LEM | SAO | AUS | FUJ | SHA | BAH |
| 2013   | Morand Racing | Morgan LMP2 | 11  |     |     |     |     |     |     |     |